# Mallotodesmus riveti
Mallotodesmus riveti är en mångfotingart som beskrevs av Henri W. Brölemann 1919. Mallotodesmus riveti ingår i släktet Mallotodesmus och familjen Chelodesmidae. Inga underarter finns listade i Catalogue of Life.